# Ziarnojadek plamoskrzydły
Ziarnojadek plamoskrzydły (Sporophila americana) – gatunek małego ptaka z rodziny tanagrowatych (Thraupidae), występujący w północnej połowie Ameryki Południowej. W Czerwonej księdze gatunków zagrożonych IUCN klasyfikowany jest jako gatunek najmniejszej troski (LC, Least Concern).

## Systematyka
Pierwszego naukowego opisu gatunku – na podstawie holotypu pochodzącego z okolic Kajenny w Gujanie Francuskiej – dokonał niemiecki przyrodnik Johann Friedrich Gmelin w 1789 roku, nadając mu nazwę Loxia americana. Dawniej ziarnojadek plamoskrzydły był łączony w jeden gatunek z ziarnojadkiem kruczym (S. corvina). Obecnie wyróżnia się trzy podgatunki S. americana:
- S. a. americana (Gmelin, 1789) – ziarnojadek plamoskrzydły
- S. a. dispar Todd, 1922
- S. a. murallae Chapman, 1915 – ziarnojadek białobrody

W 2007 roku South American Classification Committee (SACC) nadał ziarnojadkowi białobrodemu status odrębnego gatunku. Jednak w związku z napływem nowych informacji o zmienności w upierzeniu i rozmieszczeniu geograficznym tych ptaków, w 2022 roku SACC ponownie rozpatrzył status tego taksonu i „zdegradował” go do rangi podgatunku S. americana; decyzję tę zaakceptował IOC. IUCN nadal traktuje ziarnojadka białobrodego jako osobny gatunek.

## Morfologia

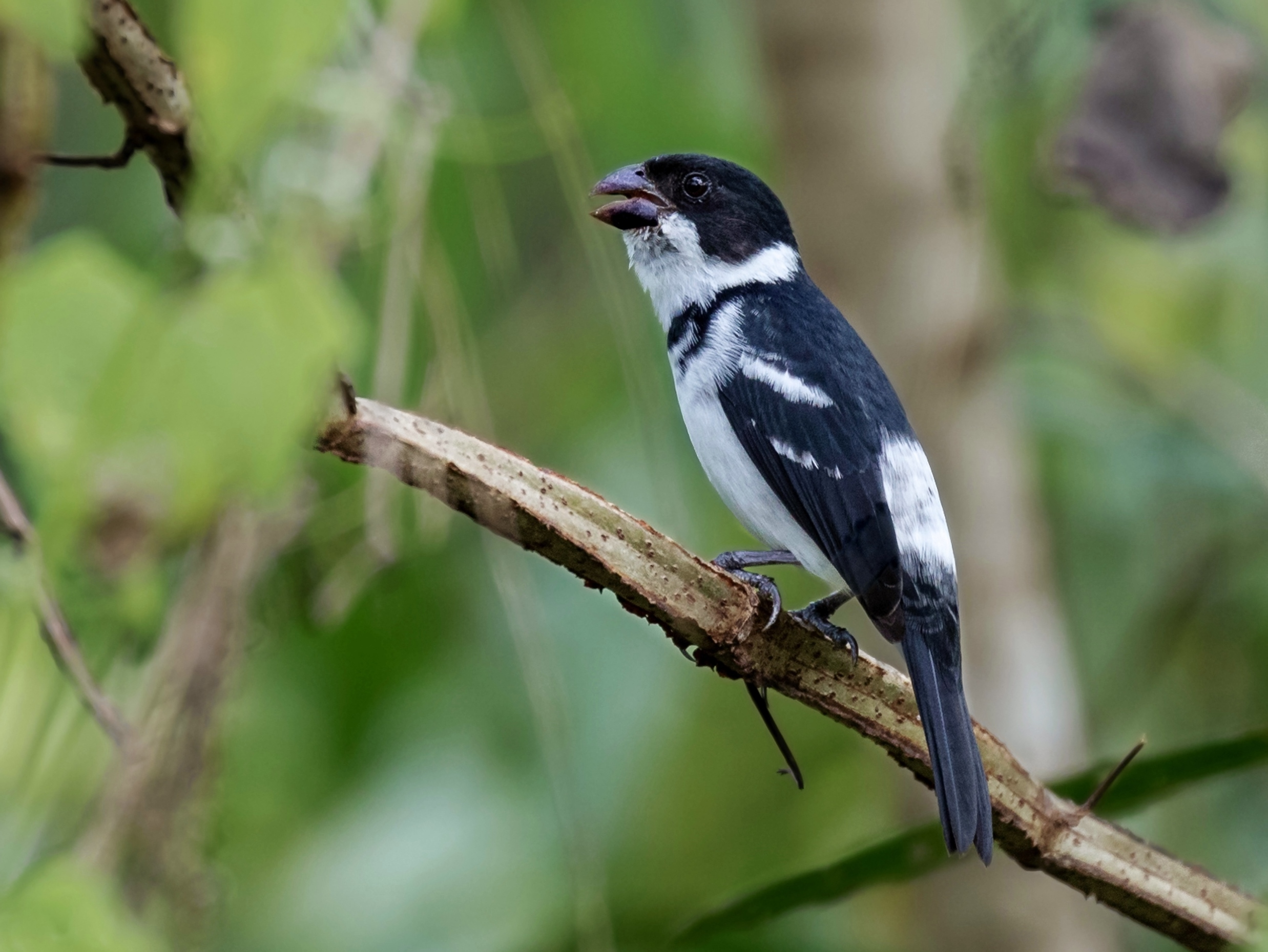
Samiec S. a. murallae (stan Acre, Brazylia)

Mały ptak o cechach typowych dla rodzaju Sporophila, o charakterystycznym krępym, grubym i zaokrąglonym dziobie – koloru ciemnoszarego przechodzącego w czarny. Samce mają czarną głowę z białym paskiem na boku szyi zaczynającym się od czarnego karku i biegnącym do białego gardła i białych policzków (u ziarnojadka białobrodego pasek ten jest węższy). Ziarnojadek białobrody ma pod dziobem czarny wąsik, którego brak u innych podgatunków. Grzbiet, skrzydła i ogon czarne z niewielkimi odcieniami szarego. Brzuch białawy z jaśniejszym odcieniem przechodzącym w biały w jego centralnej części z jasnymi przebarwieniami w kształcie kilku pasków wyglądających niczym łuski. Skrzydła ciemnoszare z czarnymi obrzeżami lotek z niewielką białawą plamką na środku. Lotki drugiego i trzeciego rzędu o białych zakończeniach. Nogi ciemnoszare, tęczówki ciemnobrązowe. Upierzenie samicy jest typowe dla ziarnojadków, w zasadzie nie wyróżnia się niczym od samic innych gatunków. Jest płowobrązowa, brak plamki na skrzydłach, grzbiet ciemniejszy, brzuch zdecydowanie jaśniejszy na jego centralnej części szarawobiały. Długość ciała 10–11 cm, masa ciała 10–14 g.

## Zasięg występowania

Zasięg występowania S. a. murallae

Ziarnojadek plamoskrzydły występuje na terenach położonych do wysokości 50 m n.p.m., ziarnojadek białobrody do 1500 m n.p.m. Jest gatunkiem osiadłym. Poszczególne podgatunki występują:
- S. a. americana – w północno-wschodniej Wenezueli (od stanu Sucre po Delta Amacuro), na wybrzeżach Gujany Francuskiej, Surinamu, Gujany oraz w północnej Brazylii (stan Amapá i północno-wschodnia część stanu Pará), a także na Tobago[13][11],
- S. a. dispar – w środkowym i dolnym biegu Amazonki od Manacapuru na lewym brzegu i rzeki Juruá na prawym, aż do okolic miasta Santarém[6].
- S. a. murallae – w południowo-wschodniej Kolumbii, wschodnim Ekwadorze, północno-wschodnim Peru i sąsiadującymi z nimi zachodnimi obrzeżami Brazylii[12]. Odnotowano też stwierdzenie w północno-wschodniej Boliwii (w północnej części departamentu Beni)[10].

## Ekologia
Jego głównym habitatem są obrzeża wilgotnych lasów, lasy wtórne, często w pobliżu bagien namorzynowych. Występuje na terenach nizinnych, głównie w pasie równin na wybrzeżu, także na trawiastych wyspach rzecznych. Zasiedla też nadrzeczne zarośla czy pastwiska z pojedynczymi drzewami. Spotykany jest zazwyczaj w parach, czasami w niewielkich grupach. Żywi się nasionami traw, turzyc i chwastów. Zjada też owoce i pączki kwiatów, prawdopodobnie także nieco owadów.

### Rozmnażanie
Gniazdo przypomina to budowane przez ziarnojadka ciemnonogiego (S. intermedia); zbudowane jest z łodyg i wąsów czepnych roślin, wyłożone drobnymi czarnymi włóknami, które tworzą „wieniec” wokół obrzeża gniazda. Jedno zbadane gniazdo znajdowało się w rozwidleniu gałęzi kakaowca (Theobroma cacao) na wysokości 1,2 m, a drugie na koralodrzewie (Erythrina poeppigiana) na wysokości 13,5 m. Samica sama buduje gniazdo i wysiaduje jaja. Brak dalszych szczegółowych danych.

## Status i ochrona
W Czerwonej księdze gatunków zagrożonych IUCN ziarnojadek plamoskrzydły od 2006 roku jest klasyfikowany jako gatunek najmniejszej troski (LC, Least Concern); wcześniej był klasyfikowany w innym, szerszym ujęciu systematycznym. Wielkość populacji szacunkowo mieści się w przedziale 0,5–5,0 milionów dorosłych osobników. Ptak ten opisywany jest jako rzadki w Wenezueli, rzadki lub lokalnie niezbyt liczny w Gujanie, ale pospolity w Surinamie i Gujanie Francuskiej. Zasięg jego występowania według szacunków organizacji BirdLife International obejmuje około 2,77 mln km². BirdLife International podaje, że populacja ma trend spadkowy ze względu na nielegalne wyłapywanie ptaków do handlu.
IUCN od 2008 roku uznaje ziarnojadka białobrodego za osobny gatunek i także zalicza go do kategorii najmniejszej troski. Wielkość populacji nie jest określona, ale ptak ten opisywany jest jako dosyć pospolity. Zasięg jego występowania według szacunków organizacji BirdLife International obejmuje około 1,5 mln km². BirdLife International podaje, że liczebność populacji przypuszczalnie ma trend wzrostowy, gdyż postępująca degradacja środowiska (lasów pierwotnych) powoduje powstanie siedlisk dogodnych dla tego gatunku.